# 蘇格蘭足球甲級聯賽
蘇格蘭甲組足球聯賽（英語：Scottish Division One），簡稱蘇甲是蘇格蘭足球聯賽最高的級別，僅次於蘇格蘭超級聯賽在國內足球聯賽系統排第二的級別。
蘇甲擁有10支球隊，每季進行四循環制比賽，勝方獲得三分，打和各得一分，負方無分。每季的冠軍球隊如能符合球場規格可獲升上蘇格蘭足球超級聯賽，榜尾球隊自動降級，尾二的球隊需與乙組排第二、第三及第四的球隊進行季後附加賽以決定留級或降級。

## 蘇甲成員
2011/12年蘇甲球隊如下：
- 艾爾聯
- 咸美頓
- 南部皇后
- 拉夫流浪
- 羅斯郡

## 歷屆冠亞軍
| 年度      | 冠軍     | 亞軍               |
| --------- | -------- | ------------------ |
| 1975–76年 |          |                    |
| 1976–77年 |          | Clydebank          |
| 1977–78年 |          |                    |
| 1978–79年 |          |                    |
| 1979–80年 |          | 艾迪爾人           |
| 1980–81年 |          |                    |
| 1981–82年 | 馬瑟韋爾 |                    |
| 1982–83年 | 聖莊士東 |                    |
| 1983–84年 |          | 鄧巴頓             |
| 1984–85年 | 馬瑟韋爾 | Clydebank          |
| 1985–86年 | 咸美顿   |                    |
| 1986–87年 |          | 鄧弗姆林           |
| 1987–88年 | 咸美顿   | Meadowbank Thistle |
| 1988–89年 | 鄧弗姆林 |                    |
| 1989–90年 | 聖莊士東 | 艾迪爾人           |
| 1990–91年 |          | 艾迪爾人           |
| 1991–92年 |          |                    |
| 1992–93年 | 拉夫流浪 |                    |
| 1993–94年 |          | 鄧弗姆林           |
| 1994–95年 | 拉夫流浪 | 鄧弗姆林           |
| 1995–96年 | 鄧弗姆林 |                    |
| 1996–97年 | 聖莊士東 | 艾迪爾人           |
| 1997–98年 |          |                    |
| 1998–99年 |          |                    |
| 1999–00年 |          | 鄧弗姆林           |
| 2000–01年 |          | 艾爾聯             |
| 2001–02年 |          | 艾迪爾人           |
| 2002–03年 |          | 克萊德             |
| 2003–04年 |          | 克萊德             |
| 2004–05年 |          |                    |
| 2005–06年 |          | 聖莊士東           |
| 2006–07年 |          | 聖莊士東           |
| 2007–08年 | 咸美顿   |                    |
| 2008–09年 | 聖莊士東 |                    |
| 2009–10年 |          |                    |
| 2010-11年 | 鄧弗姆林 | 拉夫流浪           |

資料來源：蘇格蘭聯賽官網（PDF格式）

## 未來發展
甲組球隊中的三名成員（克萊德、咸美頓及）建議重組架構，將現時的甲組聯賽「脫離」蘇格蘭足球聯賽管轄，加入蘇格蘭超級聯賽成為蘇超的第二級聯賽。2006年5月23日10支甲組球隊開會後決定一致支持建議。但建議遭到蘇格蘭足球聯賽當局及較低組別球隊的強烈反對。2007年4月19日30支聯賽球會舉行會議，投票結果22對8反對成立蘇超第二級聯賽。